# Gaviella pusilla
Gaviella pusilla — вид викопних водних птахів родини гагарових (Gaviidae). Відомий з проксимальних частин нижніх кінцівок, які знайдено у 1915 році в пластах формації Ласко у штаті Вайомінг.